# Robert Christian Hansen
Robert Christian Hansen (* 15. Februar 1939 in Estherville, Iowa; † 21. August 2014 in Anchorage, Alaska), von den Medien The Flying Nightmare (englisch für Der fliegende Albtraum) genannt, war ein US-amerikanischer Serienmörder aus Alaska. Er brachte mindestens 17 Frauen mit seinem Privatflugzeug zu einer entlegenen Hütte, misshandelte sie und entließ sie anschließend in die Wildnis, um sie zu jagen und zu töten. Er ist der Serienmörder mit den meisten nachgewiesenen Opfern in der Geschichte Alaskas.

## Frühes Leben
Hansen wurde in Estherville, Iowa, als Sohn von Christian und Edna Hansen geboren. In seiner Kindheit und Jugend wurde Hansen als ruhiger Einzelgänger beschrieben. Er hatte eine gestörte Beziehung zu seinem dominanten Vater und wurde in der Schule häufig wegen seiner Akne und seines Stotterns gehänselt und gemobbt. Er begann mit dem Hobby der Jagd, die ihm als Zuflucht diente. 1957 trat Hansen in die United States Army Reserve ein und diente dort ein Jahr lang. Später arbeitete er als Assistant Drill Instructor in einer Polizeiakademie in Pocahontas, Iowa. Er begann eine Beziehung mit einer jüngeren Frau und heiratete sie im Sommer 1960.
Am 7. Dezember 1960 wurde er wegen Brandstiftung zu einer dreijährigen Haftstrafe im Anamosa State Penitentiary verurteilt. Seine Frau reichte während seiner Haft die Scheidung ein. In den nächsten Jahren wurde er mehrfach wegen Diebstahls inhaftiert. Im Jahr 1967 zog er mit seiner zweiten Frau, die er 1963 geheiratet hatte, und ihren zwei gemeinsamen Kindern nach Anchorage, Alaska. Im Jahr 1977 wurde er wegen des Diebstahls einer Kettensäge zu einer Haftstrafe verurteilt. Aufgrund der Diagnose einer bipolaren Störung wurde ihm das Medikament Lithium verschrieben.

## Taten
Am 13. Juni 1983 berichtete eine 17-jährige Prostituierte einem Polizisten, dass sie von einem Mann mit Handschellen gefesselt und mit einer Waffe gezwungen worden sei, mit zu seinem Haus zu fahren. Dort musste sie sich ausziehen, der Mann vergewaltigte sie und fügte ihr nahezu unerträgliche Schmerzen zu. Während sie an einen Pfahl im Keller gefesselt war, schlief der Täter mehrere Stunden. Als er wach wurde, sagte er ihr, dass er sie möge und dass sie beide mit seinem Privatflugzeug in die Wälder am Knik River flögen, wo sie noch einmal Sex haben sollten. Danach wolle er sie zurückbringen. Am Flughafen konnte sie entkommen, als Hansen gerade Proviant lud. Ihre Beschreibung deutete auf Robert Hansen hin. Dieser war damals Mitte 40 und lebte bereits 17 Jahre in Anchorage, wo ihm eine Bäckerei gehörte. Er war verheiratet und hatte einen Sohn und eine Tochter.
Die Polizei brachte das Opfer zu Hansens Haus, wo sie ihrer Aussage nach gefoltert worden war, und am Flughafen identifizierte sie auch Hansens Flugzeug, eine Piper Super Cub. Als Hansen mit den Vorwürfen konfrontiert wurde, reagierte er heftig und behauptete, er habe die Frau nie gesehen und sie wolle ihn lediglich erpressen. Außerdem konnte er ein Alibi vorweisen, da er mit zwei Geschäftspartnern zu Hause gegessen habe, was diese auch bestätigten. Da die Polizei nur die Aussage der Frau hatte, kam es weder zur Verhaftung noch zur Anklage. Aber die Polizei hatte Hansen trotz der schlechten Beweislage weiterhin im Verdacht.
Bereits 1980 hatten Bauarbeiter bei Arbeiten in der Eklutna-Road die Reste einer Frauenleiche gefunden. Sie war teilweise von Bären gefressen worden, aber es war noch zu erkennen, dass sie erstochen und verscharrt worden war. Sie wurde Eklutna-Annie genannt, da sie nicht identifiziert werden konnte. Später im selben Jahr wurde die Leiche von Joanne Messina in einer Kiesgrube bei Seward entdeckt. Im September 1982 fanden Jäger am Knik River die verscharrten Überreste der mit drei Schüssen getöteten 23-jährigen Stripperin Sherry Morrow. Die Patronenhülsen am Tatort bewiesen, dass sie mit einem Ruger Mini-14 erschossen wurde. Diese Waffe ist in Alaska allerdings als Jagdwaffe weit verbreitet, so dass es unmöglich war, alle Jäger mit dieser Waffe zu befragen. Es war auffällig, dass die Kleidung der Toten keinerlei Einschusslöcher aufwies, was darauf hindeutete, dass sie bei der Erschießung unbekleidet gewesen sein musste. Fast genau ein Jahr später fand man am Knik River die Leiche der arbeitslosen Sekretärin Paula Goulding, die aus finanziellen Gründen in einer Oben-ohne-Bar gearbeitet hatte. Auch sie war mit einem Ruger Mini-14 erschossen worden und wurde ab dem 25. April 1983 vermisst. Das war ungefähr zu der Zeit, als die 17-jährige Prostituierte entführt wurde und dann entkommen konnte. Als man durch den Fall Goulding auf die Liste ungeklärter Morde stieß, beschlossen die Alaska State Troopers, sich näher mit dem Verdächtigen Hansen zu befassen.

## Überführung und Verhaftung
John E. Douglas, ein Spezialist vom FBI für psychologische Profile, erstellte ein Täterprofil, das auf Hansen zutraf. Aufgrund fehlender Beweise versuchte man mit Douglas’ Hilfe, Hansen zu einem Geständnis zu bewegen. Die Lebensumstände der Opfer wurden genauer untersucht, und man stellte fest, dass es sich durchgängig um Prostituierte und Stripperinnen handelte, deren Verschwinden meist erst nach dem Fund der Leiche bemerkt wurde. Das deutete darauf hin, dass der Mörder diese Gruppe gezielt ausgesucht hatte. Da alle Opfer im Wald gefunden und mit einem Jagdgewehr erschossen worden waren, wurde zudem vermutet, dass sie vom Täter vor ihrer Ermordung gejagt worden waren. Aufgrund des Profils, das Douglas erstellt hatte, konnte ein Durchsuchungsbeschluss für Hansens Anwesen erwirkt werden.
Bei der Durchsuchung seines Wohnhauses wurde die Waffe, der die an den Tatorten gefundenen Patronenhülsen zugeordnet werden konnten, sichergestellt. Auf dem Speicher fand man Schmuck der Opfer sowie eine Uhr, die einem der Opfer gehört hatte. Außerdem stieß man auf einen Führerschein und Ausweispapiere der Toten sowie auf eine Flurkarte, auf der die Ablageorte der Leichen eingezeichnet waren. Zunächst stritt Hansen alles ab und erklärte den Fund der Hülsen mit Schießübungen, die er an den Fundstellen gemacht habe. Als man ihn aber mit allen Beweisen und der drohenden Todesstrafe konfrontierte, gestand er die Morde in der Hoffnung auf ein milderes Urteil. Laut seiner Aussage hatte er die Frauen wegen Oralsex aufgesucht, den er seiner Frau nicht zumuten wollte. Die Frauen, mit denen er nicht zufrieden war, wurden anschließend „bestraft“. Er gestand, insgesamt 17 Frauen im Alter zwischen 17 und 41 Jahren entführt, vergewaltigt, gejagt und ermordet zu haben.
Am 27. Februar 1984 wurde Hansen von Richter Ralph E. Moody wegen mehrfachen Mordes, Vergewaltigung, Entführung sowie verschiedener Diebstähle und Verstößen gegen das Waffengesetz zu lebenslang plus 461 Jahren Gefängnis ohne Aussicht auf Begnadigung verurteilt und ins United States Penitentiary, Lewisburg, im Bundesstaat Pennsylvania eingewiesen. 1988 wurde er als einer der ersten Häftlinge in das neue Spring Creek Correctional Center in Seward, Alaska, verlegt.
Am 21. August 2014 starb er im Alter von 75 Jahren in einem Krankenhaus in Anchorage, wohin man ihn kurze Zeit zuvor wegen seines sich verschlechternden Gesundheitszustands gebracht hatte.

## Verfilmung
Im Oktober 2011 begannen unter der Regie des Australiers Scott Walker in Alaska die Dreharbeiten zu dem Film Frozen Ground, der von den Ereignissen um Robert Hansen handelt und mit Nicolas Cage (als Polizist) und John Cusack (als Robert Hansen) in den Hauptrollen besetzt wurde. Kinostart in den USA war der 23. August 2013.
Sowohl in Criminal Minds als auch in Law & Order: Special Victims Unit, Gone und Cold Case gibt es je eine Episode, deren Handlung auf dem Kriminalfall Robert Christian Hansen basiert.